# Чемерпільська сільська рада
| Чемерпільська сільська рада — колишній орган місцевого самоврядування у Гайворонському районі Кіровоградської області з адміністративним центром у с. Чемерпіль. Сільській раді підпорядковані населені пункти: - с. Чемерпіль - с. Березівка - с. Ташлик |

## Склад ради
Рада складається з 20 депутатів та голови.

### Керівний склад ради
| ПІБ                          | Основні відомості                                                         | Дата обрання | Дата звільнення |
| ---------------------------- | ------------------------------------------------------------------------- | ------------ | --------------- |
| Рубіжевич Валерій Вікторович | Сільський голова, 1958 року народження, освіта, член народної партії      | 26.03.2006   | 31.10.2010      |
| Лобач Олег Володимирович     | Сільський голова, 1958 року народження, освіта вища, член Партії регіонів | 31.10.2010   | 27.06.2013      |

Примітка: таблиця складена за даними джерела

## Населення
Згідно з переписом УРСР 1989 року чисельність наявного населення сільської ради становила 1479 осіб, з яких 633 чоловіки та 846 жінок.
За переписом населення України 2001 року в сільській раді мешкали 1382 особи.

### Мова
Розподіл населення за рідною мовою за даними перепису 2001 року:
| Мова       | Відсоток |
| ---------- | -------- |
| українська | 95,09 %  |
| російська  | 2,67 %   |
| вірменська | 0,94 %   |
| молдовська | 0,94 %   |
| білоруська | 0,29 %   |